# Голуб бонінський
Го́луб бонінський (Columba versicolor) — вимерлий вид голубоподібних птахів родини голубових (Columbidae), що був ендеміком Японії.

## Опис
Довжина бонінського голуба становила в середньому 45 см. Верхня частина тіла у цих птахів була сірувато-чорна з фіолетовими, аметистовими і бірюзовими відблисками, за винятком крил і хвоста, голова мала зелено-фіолетовий відблиск. Плечі та нижня частина спини у них були золотисто-зелені з бронзовими відблисками, покривні пера крил темно-бірюзово-зелені з темно-синім відблиском. Пера на надхвісті мали широкі золотисто-зелені краї. Нижня частина тіла була темно-зелена з фіолетовим відблиском, найбільш вираженим на грудях. Райдужки були темно-синіми, дзьоб зеленувато-жовтим з темним кінчиком, лапи темно-червоні.

## Поширення і екологія
Бонінські голуби мешкали в лісах на островах Оґасавара, також відомих як острови Бонін, розташованих в Тихому океані на південь від Японії. Відомо, що вони зустрічалися на островах Накододзіма та Тітідзіма. Вони зустрічалися поодинці або парами, живилися плодами віялових пальм, відкладали 2 яйця, інкубаційний період для яких становив 17-19 днів.

## Вимирання
Як і всі види японських лісових голубів, бонінські голуби були дуже вразливими до знищення природного середовища, і потребували значні площі незайманих субтропічних лісів. Останній представник цього виду був спійманий на острові Накододзіма 15 вересня 1889 року. Причиною їх вимирання стало знищення природного середовища, а також хижацтво з боку інтродукованих кішок та пацюків.